# 오쓰 유키
오쓰 유키(일본어: 大津 祐樹, 1990년 3월 24일 ~ )는 일본의 축구 선수이다.

## 구단 경력
그는 2008년부터 2023년까지 J리그의 가시와 레이솔, 가시와 레이솔, 요코하마 F. 마리노스, 주빌로 이와타에서 활동하였다.

## 국가대표팀 경력
그는 2012년 하계 올림픽에 참가할 일본 U-23 국가대표팀에 발탁되었으며, 6경기에 출전, 3득점, 4강 진출에 기여했다.
2013년 2월 6일 라트비아과의 경기에서 일본 국가대표팀에 데뷔했다. 그는 국제 A매치 통산 2경기에 출전했다.

## 통계
| 일본 | 일본 | 일본 |
| 연도 | 출전 | 득점 |
| ---- | ---- | ---- |
| 2013 | 2    | 0    |
| 통산 | 2    | 0    |